# NGC 5635
NGC 5635 (również PGC 51706 lub UGC 9283) – galaktyka spiralna (Sb), znajdująca się w gwiazdozbiorze Wolarza. Odkrył ją William Herschel 17 maja 1784 roku. Należy do galaktyk Seyferta.